# Heteracris speciosa
Heteracris speciosa är en insektsart som först beskrevs av Sjöstedt 1913.  Heteracris speciosa ingår i släktet Heteracris och familjen gräshoppor. Inga underarter finns listade i Catalogue of Life.